# Pokémon X i Y
Pokémon X (jap. ポケットモンスター X Poketto Monsutā Ekkusu) i Pokémon Y (jap. ポケットモンスター Y Poketto Monsutā Wai) – dwie gry fabularne stworzone przez Game Freak, a wydane przez Nintendo w 2013 roku na konsolę Nintendo 3DS. Są to pierwsze gry główne z serii Pokémon na tę konsolę i przynależą do tzw. 6. generacji tej serii gier.

## Rozgrywka
Akcja gry toczy się w regionie Kalos (jap. カロス地方 Karosu-chihō), mającym przypominać Francję. Tak jak w poprzednich tytułach z serii głównej wcielamy się w młodego trenera Pokémon chcącego zostać mistrzem Ligi Pokémon. Do gry dodano 70 nowych Pokémonów, nowy typ – wróżki (ang. fairy) i możliwość modyfikacji wyglądu postaci, zmieniono niektóre mechaniki oraz zastąpiono dwuwymiarowe duszki w pełni trójwymiarową grafiką.

## Odbiór
Gra odniosła wyraźny sukces komercyjny. W pierwszych trzech dniach sprzedano cztery miliony kopii, dzięki czemu stała się najszybciej sprzedającą się grą z serii oraz najszybciej sprzedającą się na konsolę Nintendo 3DS. Do kwietnia 2014 sprzedano 12 milionów kopii i z tym wynikiem gra jest najlepiej sprzedającą się pozycją na tę konsolę.
Gra została odebrana pozytywnie przez krytyków jako znaczący postęp w stosunku do gier poprzednich. Famitsu przyznało grze ocenę 39/40. Polskie CD-Action przyznało grze ocenę 9/10 chwaląc oprawę audiowizualną, a dezaprobując niski poziom trudności i problemy z efektem 3D.